# لوريتا ماكنيل
لوريتا ماكنيل (بالإنجليزية: Loretta McNeil)‏ هي منافسة ألعاب القوى أمريكية، ولدت في 10 يناير 1907 في بروكلين في الولايات المتحدة، وتوفيت في 24 فبراير 1988 في سان ماتيو في الولايات المتحدة.

## وصلات خارجية
- لوريتا ماكنيل على موقع أوليمبيديا (الإنجليزية)